# Per Mathisen
Per Anton Mathisen (Mathiesen) (Kragerø, 1885. március 11. – Sarpsborg, 1961. június 2.) olimpiai bajnok norvég tornász.
Az 1912. évi nyári olimpiai játékokon indult tornában és csapat összetettben szabadon választott szerekkel olimpiai bajnok lett.
Klubcsapata a Bergens TF volt.